# Mária Kolíková
Mária Kolíková (* 29. August 1974 in Dunajská Streda) ist eine slowakische Rechtsanwältin und Politikerin.

## Leben
Die in Dunajská Streda geborene Mária Kolíková studierte zwischen 1993 und 1999 an der juristischen Fakultät der Comenius-Universität Bratislava und schloss ihr Studium mit dem Magister ab. Während ihres Studiums nahm sie 1998 an dem Street-Law-Programm an der Universität von KwaZulu-Natal in der südafrikanischen Stadt Durban teil. Nachdem sie zwischen 1999 und 2003 als Rechtsanwaltsangestellte in einer Anwaltskanzlei gearbeitet hatte, kann sie seit 2003 selbst als Rechtsanwältin tätig sein und hatte sowohl zwischen 2007 und 2010 als auch zwischen 2012 und 2017 ihre eigene Anwaltskanzlei. Zwischen 2007 und 2009 war sie an der juristischen Fakultät der Universität Trnava als Dozentin tätig.

## Politische Laufbahn
Ihren ersten Kontakt mit der Politik hatte Mária Kolíková, als sie unter der damaligen Justizministerin Lucia Žitňanská zwischen 2010 und 2012 als Staatssekretärin des Ministerstvo spravodlivosti Slovenskej republiky („Justizministeriums der Slowakischen Republik“) tätig war. Danach war sie zudem für rund einen Monat als externe Beraterin von Jiří Pospíšil, dem damaligen Justizminister von Tschechien, im Bereich „Justizreformen“ tätig. Im Jahr 2016 wurde sie erneut Staatssekretärin des Ministerstvo spravodlivosti Slovenskej republiky, als Lucia Žitňanská in der Regierung Fico III das Amt der Justizministerin übernahm. Nachdem Lucia Žitňanská sich am 14. März 2018 dazu entschied nicht das Amt der Justizministerin in der neuen Regierung Pellegrini zu übernehmen, war Mária Kolíková eine Kandidatin für die Nachfolge. Schlussendlich wurde Gábor Gál neuer Justizminister und Mária Kolíková behielt ihren Posten als Staatssekretärin. Doch bereits im August 2018 gab sie ihren Rücktritt von dem Posten bekannt und begründete dies unter anderem mit Diskrepanzen zwischen ihr und Gábor Gál. Ein anderer Grund war die Entführung einer vietnamesischen Staatsbürgerin, an welcher sich der Staat möglicherweise mitschuldig gemacht hat.
Im darauffolgenden Jahr trat Mária Kolíková der aufstrebenden Partei Za ľudí bei, welche vom ehemaligen slowakischen Präsidenten Andrej Kiska gegründet wurde. Sie kandidierte für die Partei auch bei der Nationalratswahl 2020 und konnte ein Mandat für den Nationalrat erreichen. Nach der Wahl ging Za ľudí mit OĽaNO, SaS und Sme rodina eine Regierung unter der Führung von Igor Matovič ein. In der Regierung Matovič übernahm Mária Kolíková das Ministerstvo spravodlivosti Slovenskej republiky („Justizministeriums der Slowakischen Republik“) und wurde von Präsidentin Zuzana Čaputová am 21. März 2020 zur Justizministerin ernannt. In Folge einer Regierungskrise trat sie am 23. März 2021 von ihrem Posten als Justizministerin zurück und Präsidentin Zuzana Čaputová nahm den Rücktritt an. Nachdem die Regierungskrise durch den Amtstausch von Igor Matovič und Eduard Heger gelöst wurde, übernahm sie innerhalb der Regierung Heger erneut das Ministerstvo spravodlivosti Slovenskej republiky, welches zwischenzeitlich kommissarisch von ihrer Parteikollegin Veronika Remišová geleitet wurde, und wurde von Präsidentin Zuzana Čaputová am 1. April 2021 erneut zur Justizministerin ernannt.
Nachdem es innerhalb von Za ľudí zu Zerwürfnissen zwischen Mária Kolíková und Veronika Remišová gekommen war, verließ die Fraktion um Mária Kolíková am 8. September 2021 die Partei. Sie als Ministerin und sechs Abgeordnete schlossen sich innerhalb des Nationalrats der Fraktion der Partei SaS an, ohne dabei selbst in die Partei einzutreten. Am 20. Juni 2022 trat sie schlussendlich in die Partei SaS ein. Im Zuge einer erneuten Regierungskrise verließ sie gemeinsam mit den anderen Ministern von SaS am 13. September 2022 die Regierung Heger. Ihr Nachfolger im Ministerstvo spravodlivosti Slovenskej republiky („Justizministeriums der Slowakischen Republik“) wurde der parteilose Rechtsanwalt Viliam Karas. Seit ihrem Rücktritt nimmt sie wieder ihr Mandat im Nationalrat wahr. In ihrer Zeit als Ministerin ruhte ihr Mandat und ihr Platz wurde vertretungsweise von Alexandra Pivková eingenommen.

## Sonstiges
Neben ihrer Muttersprache Slowakisch spricht Mária Kolíková Englisch, Französisch, Russisch und Deutsch.